# El Palmar de Troya

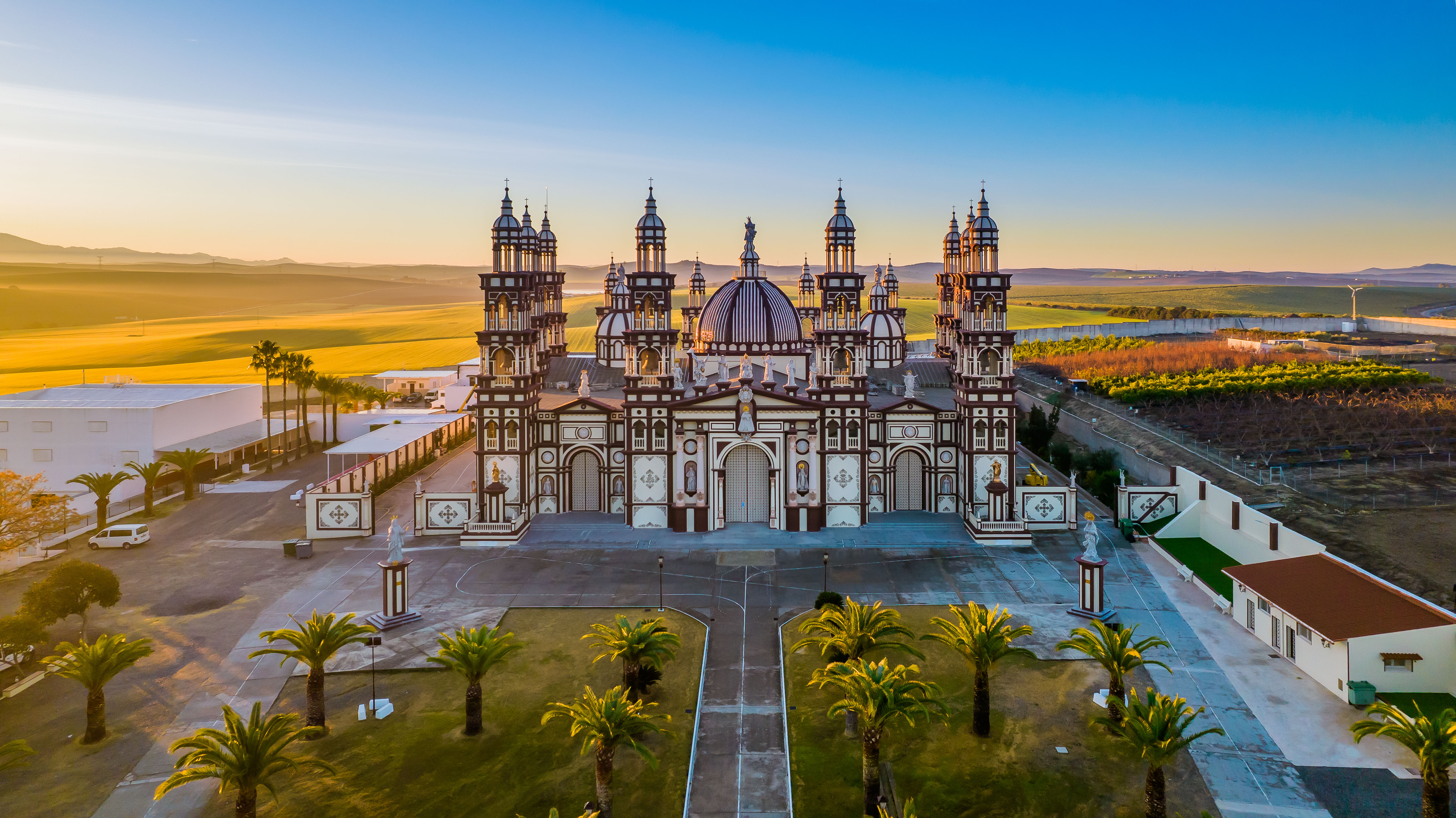
Bazylika Kościoła Palmariańskiego w El Palmar de Troya

El Palmar de Troya – miejscowość w Andaluzji.

## Historia
Od 1968 roku w El Palmar de Troya miały mieć miejsce objawienia maryjne, które nie zostały jednak uznane przez Kościół katolicki.
W 1976 roku hiszpański wizjoner Clemente Domínguez y Gómez założył tutaj własny Kościół i w 1978 roku pod imieniem Grzegorza XVII ogłosił się papieżem jako następca Pawła VI. 
Kierowany przez Grzegorza XVII Kościół Palmariański odrzucił reformy wprowadzone przez Kościół katolicki po Soborze Watykańskim II i kultywuje rygorystycznie tradycje Soboru Trydenckiego.

## Ciekawe miejsca
Na peryferiach osady znajduje się monumentalna katedra Kościoła Palmariańskiego oraz centrum religijne tego wyznania.